# 뱌지마 전투
뱌지마 전투는 1812년 11월 3일 발발한 전투로 나폴레옹이 모스크바(Moscow)에서 퇴각을 실시했을 때 일어났다. 대육군(Grande Armee)의 후위 부대는 미하일 안드레예비치 밀로라도비치(Mikhail Andreyevich Miloradovich) 장군이 지휘하는 러시아 군과 마주쳐, 패하였다. 비록 프랑스군은 밀로라도비치가 루이 니콜라 다부(Louis Nicolas Davout) 휘하의 군단을 포위 격멸하려는 시도를 저지하지만, 프랑스군은 러시아군의 계속적인 공격으로 인하여 상당한 피해를 입은 후에 혼란에 빠져 불리한 상태로 물러나야 했다.
프랑스에서는 반대로 이 전투가 별로 중요하지 않다고 주장한다. 그러나 대육군의 퇴각에 치명적인 영향을 끼쳤다는 점에서 뱌지마 전투는 중요하다.

## 배경
뱌지마 전투 2주 전에 나폴레옹은 모스크바가 적진 깊숙이 있는데다가 고립되고, 대육군이 겨울을 보내기에는 적당하지 않았기 때문에 이 도시에서 퇴각할 것을 결심한다. 나폴레옹은 일단 대육군으로 하여금 보급 기지 역할을 하는 모스크바에서 서쪽으로 270마일(430 km) 서쪽에 있는 스몰렌스크(Smolensk)로 이동할 생각이었다. 그리고 이곳에서 겨울을 난 뒤, 다음해 봄 원정을 재개할 계획이었다.
프랑스군은 10월 18일 모스크바를 떠났다. 10월 24일 벌어진 말로야로슬라베츠 전투(Battle of Maloyaroslavets)의 결과 대육군은 남쪽을 통해 스몰렌스크로 향하는 루트를 취할 수 없었다. 프랑스군은 결국 되돌아가는 길을 택할 수밖에 없었다. 이 퇴로는 프랑스군이 이전에 모스크바로 진격해 오던 길과 같은 길이었다. 프랑스군의 퇴로 주변의 영토는 이전의 원정으로 인해 피폐화되어 있었기 때문에, 프랑스 대육군은 퇴각 와중에 상당한 물자 부족과 병력의 피해를 감수해야 했다. 식료품의 부족은 프랑스군의 대열을 흐트러뜨리고 혼란스럽게 만들었다.
뱌지마 전투가 벌어지는 11월 3일까지 퇴각하는 프랑스 대육군은 종대로 60마일(97 km) 정도로 길게 늘어져 있었다. 전열의 선두는 쥐노(Junot)의 8군단(VIII Corps)이 맡았는데, 이들은 도로고부시(Dorogobuzh)에 있었다. 한편 다부의 1군단(I Corps)은 후위를 담당했는데, 전열의 끄트머리인 뱌지마 바로 동쪽에 위치해 있었다. 8군단과 1군단 사이에 서쪽에서 동쪽으로, 근위대(Imperial Guard), 뮈라(Murat)의 군단, 네(Ney's)의 3군단(III Corps), 포니아토프스키(Poniatowski)의 5군단(V Corps), 외젠(Eugene)의 4군단(IV Corps)이 이동하고 있었다.
이때 프랑스군은 각 군단 사이에 끊임없이 공격을 가하는 코샤크(Cossack) 부대에 피해를 입고 있었다. 다부의 군단은 특히 러시아군의 공격을 받았다. 11월 2일까지 나폴레옹은 후방을 담당한 다부의 움직임에 만족하지 못하고 네에게 뱌지마로 가라고 명령을 내렸다. 나폴레옹은 외젠, 포니아토프스키, 그리고 다부에게 네의 이동을 허용하라고 명령을 내리고 네로 하여금 후방 부대의 지휘를 맡겼다.
그러는 동안 러시아군은 3개의 부대로 나뉘어 프랑스군을 추격하였다.
첫 번째 부대는 코사크의 아타만 플라토프(Ataman Platov)가 지휘를 맡은 5,000명의 코사크로 다부의 부대에 딱 달라붙어 추격하고 있었다. 이들은 4,000명의 병력으로 이루어진 이반 파스케비치(Ivan Paskevich) 휘하의 제26 사단의 지원을 받았다. 밀로라도비치가 지휘하는 2 군단과 4 보병 군단 약 14,000명과 2 기병군단과 3 기병군단 3,500명으로 이루어진 부대는 조금 남쪽에서 진군하고 있었다. 밀로라도비치는 이들 군단과 플라토프와 파스케비치 휘하 부대의 움직임을 조절하고 있었다.
러시아 군의 주력은 미하일 쿠투조프(Mikhail Kutuzov)가 70,000명의 군대의 지휘를 맡았는데, 좀 더 남쪽에서 진군하였다.
11월 2일 저녁 스몰렌스크 - 모스크바 사이의 도로 남쪽에 정찰병을 파견한 밀로라도비치는 휘하의 기병 사령관 코르프(Korff)와 시에베르(Siever)와 함께 다부 군단이 페도롭스코예(Fedorovskoye) 동쪽에 있는 외젠과 포니아토프스키 부대에 뒤처져서 뱌지마 외곽 바로 서쪽에 위치해 있는 것을 파악할 수 있었다. 고립된 다부 군단을 격파할 기회를 잡은 밀라로도비치는 다음날 아침 급히 공격명령을 내렸다.

## 행동

### 러시아 기병의 공격
11월 3일 아침 오전 8시 경 밀라로도비치의 기병대는 외젠과 포니아토프스키 군단과 떨어진 상태로 도로에 무분별하게 밀집해 있는 다부 휘하의 군단에 공격을 개시했다. 또 밀로라도비치는 근처 고지대에 배치된 휘하의 포병대에 포격 명령을 내렸다. 공격은 성공적이었다. 프랑스 4 군단의 보급 물자를 탈취하고 프랑스군을 궤주시켰다. 밀로라도비치는 보병대와 기마포병(horse batteries)대를 도로에 배치하여 다부 휘하의 군단과 나머지 프랑스 부대 사이의 연락을 끊으려 하였다.
이윽고 밀로라도비치가 다부의 서쪽을 공격하고, 플라토프의 코사크 부대가 파스케비치 부대의 지원을 받아 동쪽에서 다부의 부대를 공격하였다. 다부의 보병대는 방진을 구성하여 플라토프와 파스케비치의 공격을 상대하려 하였다. 그리고 프랑스군의 포병대는 밀로라도비치 부대에 응사를 개시했다. 다부 군단 14,000명의 피폐하고, 굶주리고 약화된 병사들은 이제 러시아군에 압도당해 궤멸될 위기에 처했다.

### 외젠의 반격
다부에게는 다행스럽게도 뷔르템베르크의 에우겐(Eugene of Württemberg)과 오스테르만 톨스토이(Ostermann-Tolstoy)가 각각 지휘를 맡은 2과 4 보병 군단은 작전이 실시된 지 2시간도 더 지난 오전 10시까지 남쪽에서 전장에 도착하지 못하여 기병대에 지원을 받지 못하였다. 이로 인해 아침 뱌지마 - 페도롭스코예 사이의 도로에서 공격을 개시한 러시아 기병대의 공격은 상당히 흐트러질 수밖에 없었다. 한편 밀로라도비치는 다부의 군단을 포위하기도 전에 다부 휘하의 군단과 나머지 프랑스 군단 사이의 거리가 가까워질 것을 두려워해 보병대로 하여금 적절한 지원을 해 주지도 않은 채 급하게 기병대를 투입하였다. 지원을 해 줄 수 있는 뱌지마 - 페도롭스코예 도로를 장악하고 있는 보병대의 숫자가 부족하였기 때문에 밀로라도비치 휘하의 기병대는 프랑스군의 반격으로 상당한 피해를 입었다.
이때 다부에게 유리하게 상황이 진행되기 시작했다. 다부 휘하의 보병대는 플라토프와 파스케비치의 부대에 침착하게 사격을 가하여 서서히 몰아내었다. 더 중요한 것은 외젠 원수가 지휘하는 부대가 후방의 다부 원수가 있던 위치에서 들려오는 총포의 소리를 들었다는 것이다. 이에 외젠은 즉각적으로 휘하 부대에게 밀로라도비치 부대에 반격을 가하여 뱌지마 - 페도롭스코예 도로를 다시 장악할 것을 명했다.
외젠은 다부와 교전을 벌이던 밀로라도비치의 부대에 반격을 개시하였다. 이 반격의 선봉에는 외젠 휘하의 두개의 이탈리아 부대와 포니아토프스키의 5군단 소속 폴란드 한 부대가 맡았다. 그리고 또 하나의 여단이 뱌지마 근처 고지대에 위치해 있는 3군단에서 네의 명령을 받고 전장에 파견되었다. 다부는 자신을 구원하려는 아군의 움직임을 보고 반격에 나섰다. 밀로라도비치의 기병대와 휘하의 소규모 보병대는 동쪽과 서쪽으로부터 공격을 받는데다가 프랑스 포병대의 포화에도 노출되어 퇴각해야만 했다.
외젠의 반격으로 인해 뱌지마 - 페도롭스코예 도로는 다시 프랑스군 손에 넘어갔고 다부는 퇴각을 계속할 수 있었다.

### 밀로라도비치 군대의 재정비
러시아군은 이때 전 전선에서 프랑스군에게 격파 당했으나, 이 대로 전투를 끝낼 수도 없는 상황이었다.
외젠의 공격에 의해 물러난 밀로라도비치는 휘하의 병력에게 도로에 평행하여 전열을 정비할 것을 명했다. 이들이 뱌지마로 퇴각할 때 다부의 군단을 향해 맹렬한 포격을 가했다. 다부 휘하의 포병대는 러시아군의 포격에 제대로 대응할 수 없었다. 프랑스군에 혼란이 번져갔다.
이 전투를 프랑스 측에서 관찰한 세귀르 백작 루이 필리프(Louis Philippe, comte de Ségur)는 이때의 순간은 다음과 같이 묘사하고 있다.
"..다부의 명령에 의해 혼란이 1군단을 완전히 사로잡았다. 갑작스런 작전 행동으로 인해 놀라고 혼란에 빠진 말에서 떨어진 무장을 하지 않은 기병대는 눈먼 공포에 사로잡힌 전통적인 예를 보여주었고, 이로 인해 1 군단 전체가 혼란에 빠졌다. 이러한 모습은 자신들의 승리를 확신하던 러시아군을 더욱 고무시켜 주었다. 강력한 화력을 지닌 러시아군 포병대는 유리한 위치를 장악하고 아군 전열에 비스듬히 사격을 가하기 시작하여 아군을 쓰러뜨렸다. 이 와중에 아군 포병대는 달팽이 같은 움직임으로 뱌지마에서 우리를 향해 다가오고 있었다."
러시아 포병대가 다부 휘하의 군단에 입힌 피해로 인해 프랑스군은 도로에서 물러나야 했고, 자포자기에 빠져 외젠 휘하의 군단 후방에 있는 안전한 곳으로 이동하기 위해 개활지로 나섰다. 오전 10시 경 밀로라도비치 휘하의 보병대 나머지가 전장에 도착했고, 다부 휘하의 군단은 외젠 군단의 후방에 가까스로 닿을 수 있었다.
외젠의 군단 역시 러시아군의 압박을 받아야 했고 후퇴해야만 했다. 러시아 측에서 전투에 참여했던 영국인 장군 로버트 윌슨 경(Sir Robert Wilson)은 당시 전투의 상황을 다음과 같이 묘사하고 있다.
"러시아 보병대의 나머지(뷔르텀베르크의 에우겐과 오스테르만-톨스토이)가 전장에 도착하자 밀로라도비치는 유리한 위치를 장악하고 포병대의 지원에 힘입어 반격을 개시하였다. 적들은 르자베츠(Rjavets)와 리에아우피에르(Rieaupiere)의 농장 사이에 있는 후방으로 퇴각하였다. 그때 뱌지마 앞에 있던 고지대에서 두개의 이탈리아 사단과 이탈리아 근위부대, 그리고 네의 군단이 나타나 양 측면을 위협하였다."
세귀르에 따르면 러시아군의 포격과 총격은 이때 "두려울 정도로 정교"했다고 한다.
오후 2시 경 다부, 외젠, 그리고 포니아토프스키는 혼란 상태에 있는 프랑스군을 이끌고 승세를 타고 공격을 가하는 러시아군을 상대로 싸워 승리를 거두는 것은 불가능하다고 판단하고 어떻게 할지 논의하고 있었다. 결국 세 원수가 지휘하는 프랑스군은 뱌지마로 퇴각하기로 결정하였다.
프랑스 군단들이 네 원수가 방어를 맡은 고지대로 밀러나기 전에 밀로라도비치는 프랑스군이 약해진 지금이야 말로 프랑스군을 격파하고 완전승리를 거둘 때라고 생각하고 쿠트조프에게 급박하게 지원부대를 요청했다. 한편 전투의 총성이 들릴 정도의 거리인 20마일(32 km) 정도 밖에서 대기하고 있던 쿠투조프는 겨우 우바로프(Uvarov)장군에게 중기병(cuirassiers) 3,000명을 파견했을 뿐이고, 그 외의 지원군을 더 이상 보내지 않았다.

### 러시아 군의 마지막 비아즈마 공격
오후 4시 전투가 뱌지마까지 확대되었고, 도시 곳곳이 화염에 휩싸였다. 이때 오스테르만-톨스토이 휘하 군단 소속인 코글로코프(Choglokov)의 보병부대가 플라토프의 코사크 분대가 프랑스군과 격전을 개시하자마자 뱌지마 시내 도로에 난입하여 근접전을 개시하였다. 프랑스군은 러시아군의 공세에 밀려났고, 도시를 비우고 퇴각을 개시하기 위해 러시아군을 붙잡아두려 노력하였다.
오후 8시경 전투가 거의 끝나갔다. 다부, 외젠, 포니아토프스키는 뱌지마의 서쪽으로 물러났다. 이들은 비록 타격을 입었으나 러시아군의 공세로부터 벗어날 수 있었다. 네의 후방부대는 마을에서 가장 늦게 퇴각하였다. 네 휘하의 군단은 러시아 척탄병 부대와 총검으로 전투를 벌여 상당한 피해를 입었다.
퇴로를 안전하게 하기 위해 프랑스군은 뱌지마 곳곳에 불을 질렀고, 이로 인해 많은 병사들이 화상을 입었다. 이 와중에 끔찍한 일이 있었다고 한다. 당시 프랑스군은 불을 지르기 전에 시민들과 러시아 포로들을 건물에 몰아넣었다는 기록이 남아있다. 러시아군은 가까스로 도시에 진입하여 이들을 구해낼 수 있었다.
저녁 네 휘하의 군단은 뱌지마 교외 서쪽에서 러시아군을 견제하고 있었다. 그러나 러시아군의 공세를 받을 경우 심각한 위협에 처할 수 있었기 때문에, 콜랭쿠르(Caulaincourt)에 따르면 네는 "동틀 녘까지 휘하의 부대를 궤멸당할 위험에서 구해내기 위해 퇴각을 계속하여야만 했다."
다음날 프랑스군은 퇴각하면서 마차를 불태우고 전복시키거나 화약상자를 폭파하여 도로를 봉쇄하였다. 네는 나폴레옹에게 휘하 병사를 파견하여 패전에 관한 상세한 내용을 엄격하게 정리하여 보고하였다.

## 결과

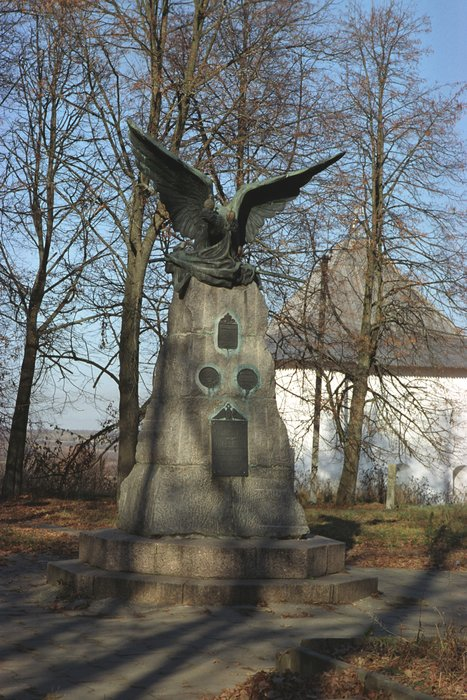
러시아의 쌍두 수리를 펄럭이는 나폴레옹 깃발. 나폴레옹에게 승리한 러시아가 기념하여 세운 뱌지마의 기념비.

뱌지마 전투는 대육군 후위의 패배로 여겨지며, 이 전투에서 프랑스군은 6,000에서 8,000명의 막심한 손해를 입었으며, 이 중에서 4,000명 정도는 러시아군의 포로가 되었다. 러시아군의 공격에 의한 충격은 프랑스군을 무질서 상태에 몰아넣었다. 프랑스군은 서둘러 퇴각을 계속하였으며, 이 와중에 명령은 제대로 전달되지 않았다. 이렇게 혼란에 빠진 부대는 다음날 코사크 부대의 좋은 먹잇감이 되었다.
유명한 연대기 작가이며 1812년에 벌어진 원정에 프랑스 측으로 참여한 장군이기도 한 아르망 드 콜랭쿠르(Armand de Caulaincourt)는 다음과 같은 서글픈 말로 뱌지마 전투가 자신이 소속된 프랑스군에 어떤 영향을 끼쳤는지를 아마도 최고의 솜씨로 요약하고 있다.
"그때까지, 적어도 아군은 적의 공격을 홀로 견뎌내었다. - 1 군단은 비록 적의 강력한 공격을 당하고 포격에 의해 진형이 부서졌음에도 불구하고 격전을 벌여 그들의 명예와 평판을 유지하였다. 그러나 이때의 순간적인 혼란은 이들 용맹한 보병대가 진열을 흐트러뜨리고 그들의 완고한 지휘관으로 하여금 지휘를 포기하게 만든 최초의 사례였기 때문에 더욱 눈에 띄는 사건이었다. 나는 이러한 것들이야 말로 우리가 겪은 불운과 무질서로 일어난 사건들을 가장 잘 묘사해 주는 만큼 고통스럽지만 자세히 서술하고자 한다. 가장 규모가 크고 정예로서 근위대와도 짝을 이룰만한 1 군단은 이 전투에서 적의 공격을 받아 흐트러지기 시작했다."
뱌지마 전투에서 러시아군의 피해는 전 병력 26,500명 중 1,800명 정도가 죽거나 부상을 입은 것으로 추정된다.

## 참조
- Napoleon In Russia: A Concise History of 1812, 2004, Digby Smith, Pen & Sword Military, ISBN 978-1-84415-089-2
- The War of the Two Emperors, Curtis Cate, Random House, New York, ISBN 978-0-394-53670-5
- The Greenhill Napoleonic Wars Data Source, 1998, Digby Smith, Greenhill Books, ISBN 978-1-85367-276-7
- 1812 Napoleon’s Russian Campaign, Richard K. Riehn, John Wiley & Sons, Inc., ISBN 978-0-471-54302-2
- With Napoleon In Russia, Armand de Caulaincourt, William Morrow & Co., ISBN 978-0-486-44013-2
- Narrative of Events during the Invasion of Russia by Napoleon Bonaparte, and the Retreat of the French Army, 1812, Sir Robert Wilson, Elibron Classics, ISBN 978-1-4021-9825-0
- Napoleon's Russian Campaign, Philippe-Paul de Segur, Greenwood Press, ISBN 978-0-8371-8443-2
- Military History and Atlas of the Napoleonic Wars, Vincent J. Esposito and John R. Elting, Greenhill Books, ISBN 978-1-85367-346-7
- Moscow 1812: Napoleon’s Fatal March, Adam Zamoyski, Harper Collins, ISBN 978-0-06-107558-2
- The Campaigns of Napoleon, David Chandler, The MacMillan Company, ISBN 978-0-02-523660-8